# Kracheninnikov
Pour les articles homonymes, voir Kracheninnikov (homonymie).
Le Kracheninnikov (en russe : Крашенинников) est un volcan situé dans la partie orientale de la péninsule du Kamtchatka, à l'est de la Russie. Il est composé de deux stratovolcans superposés, à l'intérieur d'une vaste caldeira, et se trouve à deux kilomètres au sud du lac Kronotski.

## Toponymie

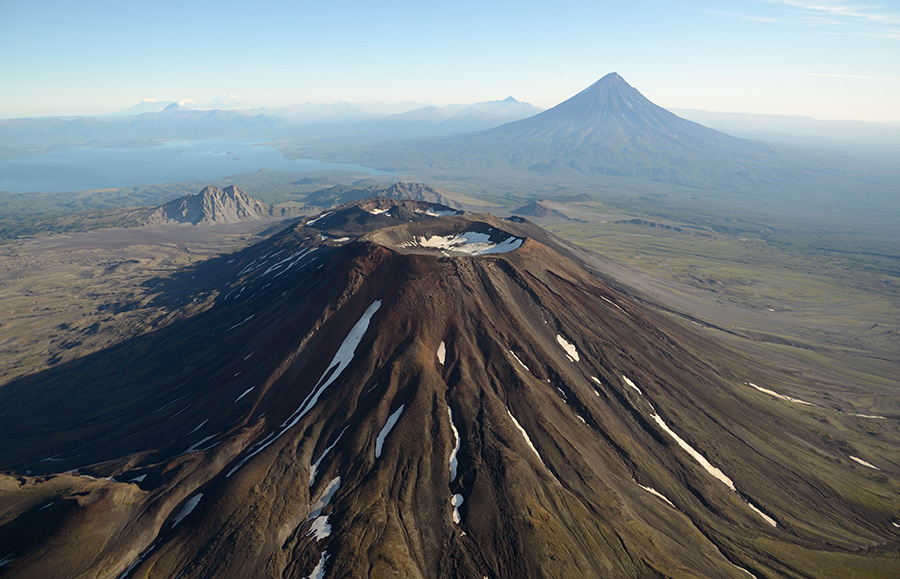
Vue depuis le sud avec le Kronotski an arrière-plan à droite.

Il a été nommé en l'honneur de l'explorateur russe Stepan Kracheninnikov (1711-1755), membre de la grande expédition du Nord (1737-1741).

## Histoire
Le 3 août 2025, il entre en éruption pour la première fois depuis 1550, quelques jours après un puissant séisme au Kamtchatka survenu le 29 juillet et dont l'épicentre se trouve à environ 250 kilomètres au sud.